# Radical 95

Le radical 95 du dictionnaire de Kangxi.

Le radical 95, qui signifie l’obscurité ou "profond", est un des 23 des 214 radicaux chinois répertoriés dans le dictionnaire de Kangxi composés de cinq traits.
Le caractère Unicode de 玄 est 7384.

## Caractères avec le radical 95
| Nombre de traits              | Caractères |
| ----------------------------- | ---------- |
| Sans trait supplémentaire     | 玄         |
| Quatre traits supplémentaires | 玅         |
| Cinq traits supplémentaires   | 玆         |
| Six traits supplémentaires    | 率         |